# 当別駅

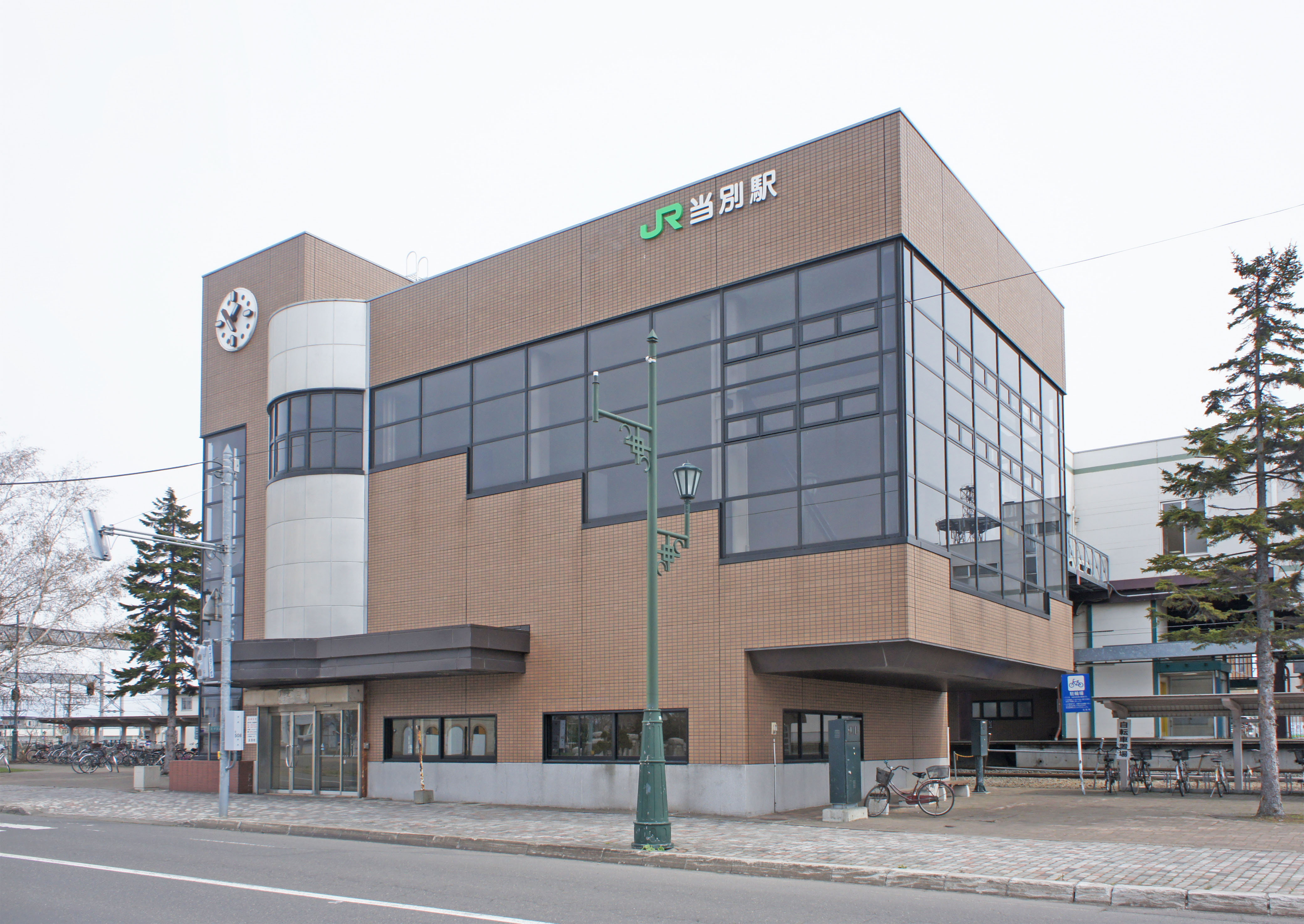
北口（2022年4月）

当別駅（とうべつえき）は、北海道石狩郡当別町錦町にある北海道旅客鉄道（JR北海道）札沼線（学園都市線）の駅である。駅番号はG13。電報略号はタウ。事務管理コードは▲130205。

## 歴史

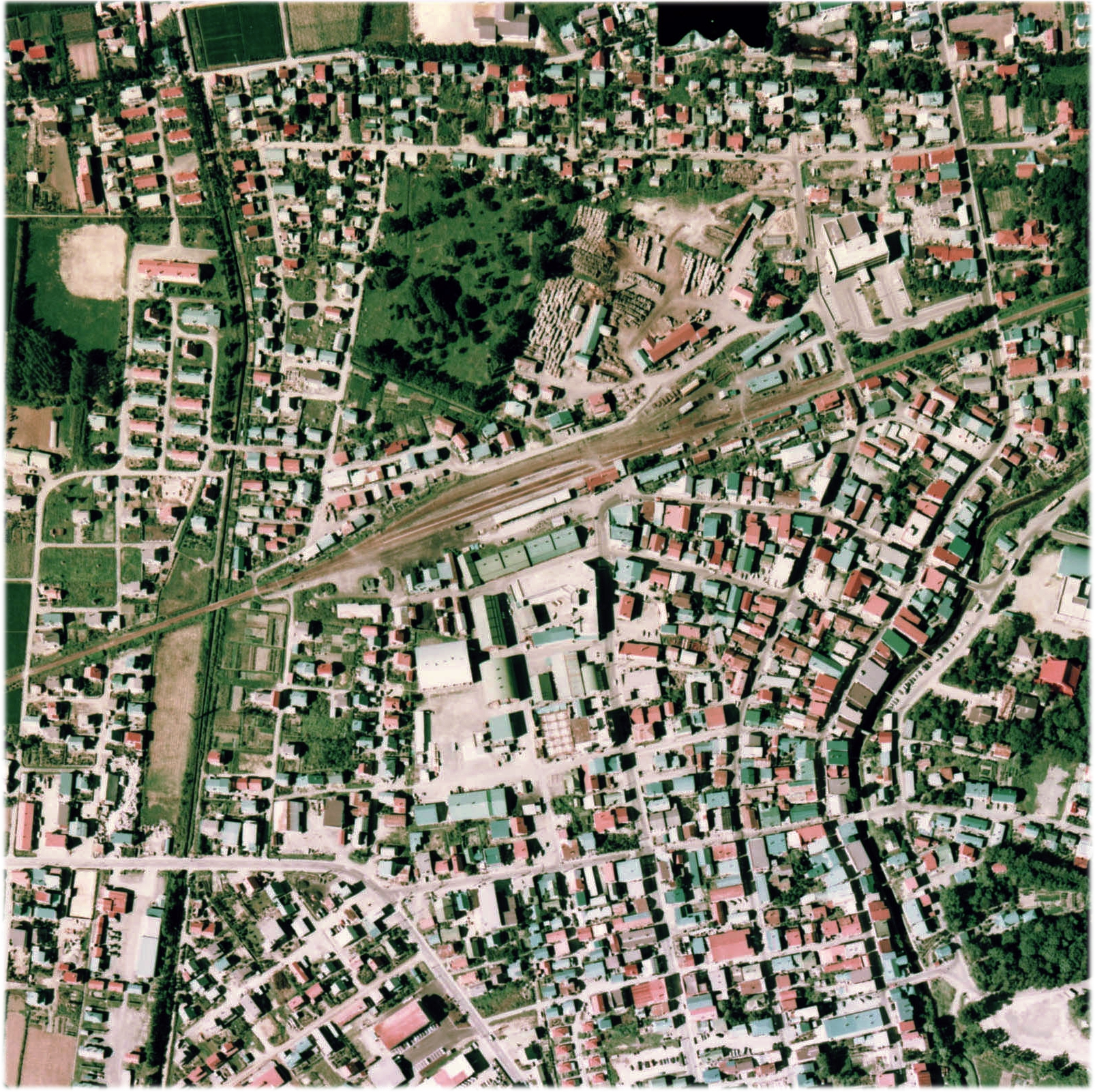
1976年の石狩当別駅と周囲約750m範囲。左が札幌方面。単式と島式の複合ホーム2面3線、駅舎横の札幌方に、長い上屋を持ち櫛状の長い切欠きを有する貨物ホームを持っている。このため駅舎前の単式ホームはほとんど島状に近い。駅裏は外側に留置線もしくは貨物積卸線を有し、そこから北にある木工所の道路上を円弧を描いて敷かれた短めの引込み線、右側の転車台の残る車庫への入出庫線、本線新十津川側に沿って最初の踏切まで伸びる留置線が分岐する
1949年（昭和24年）から1956年（昭和31年）までの短い間、当駅北側から現在の道道28号線に沿って当別川上流の青山ダム近くまで敷かれた殖民軌道の当別町営軌道が接続していた。当駅の島式ホーム上にある待合室の北正面にある赤屋根の建家の辺りが停留所が設けられたところで、軌道は木工所とその左の公園との敷地界より少し木工所寄りを、この境に平行して斜めに北上し、そのまま延長して本線右手の踏切を越える道にぶつかると、この道沿いを北上した。

### JR北海道
- 1934年（昭和9年）11月20日：国有鉄道札沼南線桑園駅 - 当駅間の開通に伴い、同線の石狩当別駅（いしかりとうべつえき）として開業[1][5]。一般駅[6]。
- 1935年（昭和10年）10月3日：当駅 - 浦臼駅間の延伸開業に伴い、札沼南線が札沼北線と統合し、札沼線に改称[JR北 2]。
- 1944年（昭和19年）7月21日：第二次世界大戦の激化に伴い、札沼線の当駅 - 石狩月形駅間が不要不急線に指定され、営業休止[7]。
- 1946年（昭和21年）12月10日：札沼線の当駅 - 浦臼駅間が営業再開[8]。
- 1949年（昭和24年）6月1日：日本国有鉄道法施行に伴い、日本国有鉄道（国鉄）に継承。
- 1979年（昭和54年）2月1日：貨物扱い廃止[6]。
- 1983年以前：跨線橋設置。
- 1984年（昭和59年）2月1日：荷物扱い廃止[6]。
- 1987年（昭和62年）4月1日：国鉄分割民営化に伴い、北海道旅客鉄道（JR北海道）に継承[1]。
- 1991年（平成3年）
  - 3月16日：札沼線に「学園都市線」の愛称を設定[JR北 2][JR北 3][9]。
  - 12月：札沼線末端区間の効率化・経費節減の一環として、大学前駅（→北海道医療大学駅） - 新十津川駅間を担当する現業機関（駅・運輸〔運転士〕・工務）を全て石狩当別駅の傘下に置く「業務機関統合方式」を開始[10]。
    - 以降、要員を石狩月形駅に派遣し、同駅における運転取扱い・窓口業務も担当[新聞 1]。
- 1993年（平成5年）11月10日：橋上駅舎化に着手[新聞 2]。
- 1994年（平成6年）11月2日：橋上駅となり、北口が開設[新聞 3]。
- 1996年（平成8年）3月16日：札沼線（学園都市線）の当駅 - 新十津川駅間でワンマン運転開始[9]。
- 1998年（平成10年）12月31日：自動改札機を設置し、供用開始[11]。
- 2000年（平成12年）札沼線（学園都市線）のうち、当駅を含む桑園駅 - 石狩月形駅間に自動進路制御装置 (PRC) を導入[12]。
- 2007年（平成19年）10月1日：駅番号設定（G13）[JR北 4]。
- 2008年（平成20年）10月25日：IC乗車券「Kitaca」使用開始[JR北 5]。
- 2012年（平成24年）
  - 6月1日：札沼線（学園都市線）のうち、当駅を含む桑園駅 - 北海道医療大学駅間が電化（交流20,000V・50Hz）[JR北 6]。
  - 10月27日：ダイヤ改正に伴い、当駅発着の快速「エアポート」が運転開始[JR北 7]。
- 2014年（平成26年）7月1日：前述の業務機関統合方式により当駅傘下となっていた工務部門を分離し保線所に移管[JR北 8]。
- 2017年（平成29年）3月5日：自動改札機導入。
- 2020年（令和2年）4月4日：北海道医療大学駅 - 新十津川駅間の廃止に合わせ、土日のみ駅弁を約70年ぶりに販売[新聞 4]。
- 2022年（令和4年）
  - 2月：話せる券売機を導入[JR北 9]。
  - 3月12日：駅名を当別駅に改称[JR北 10][JR北 1]。

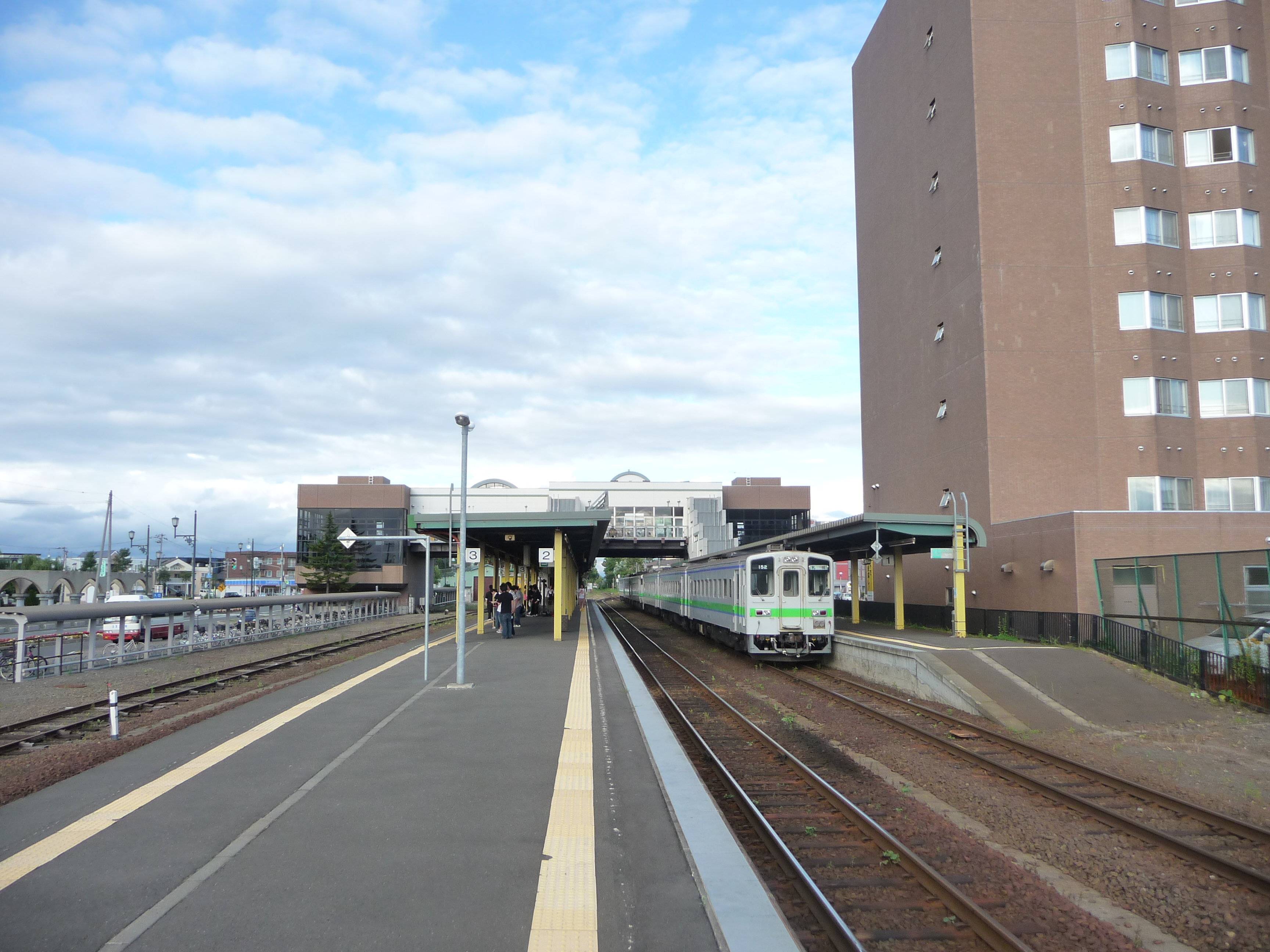
電化前のホーム（2009年8月）
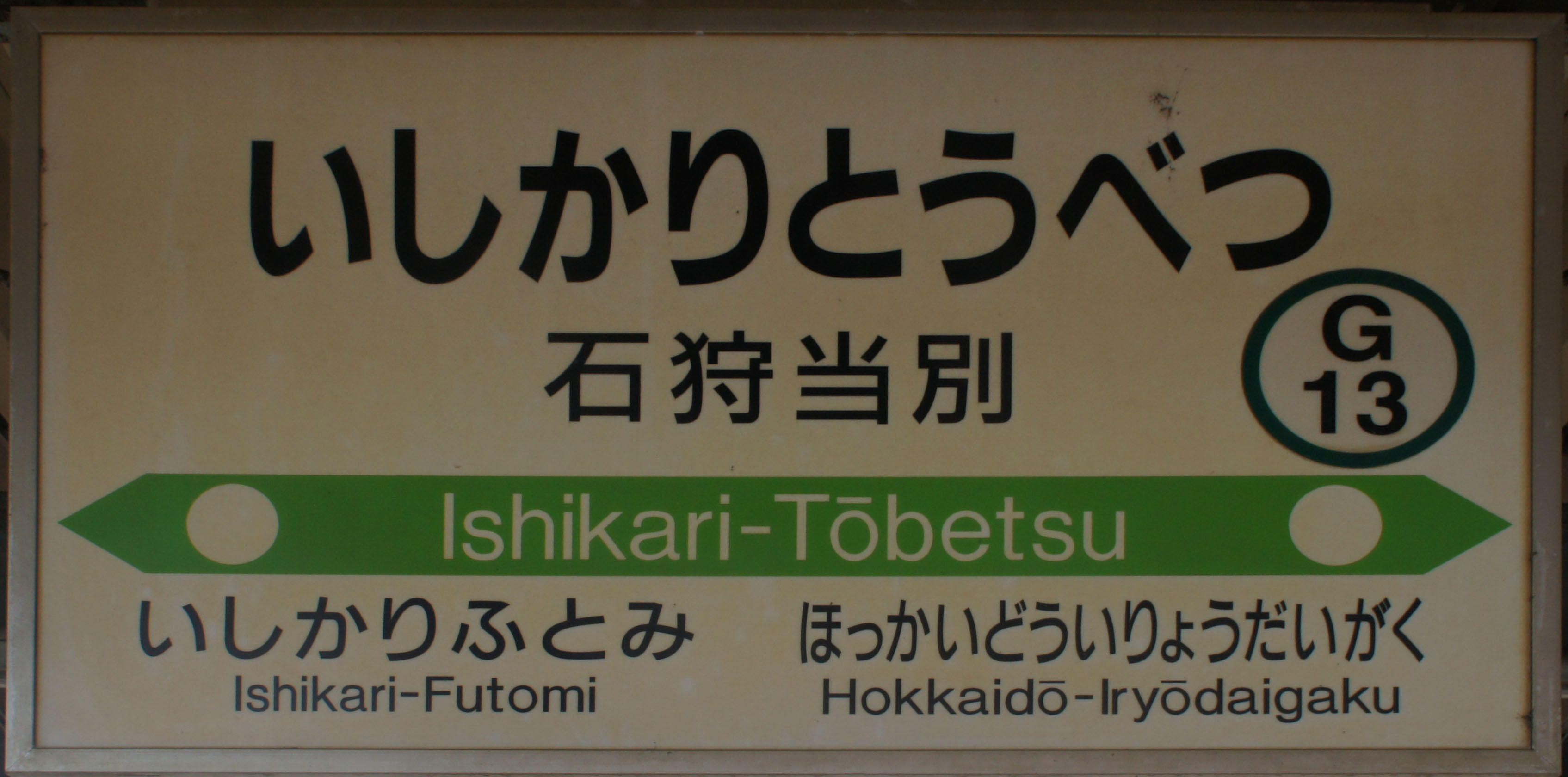
改称前の駅名標（2017年5月）

### 江当軌道
- 1927年（昭和2年）8月18日：江当軌道 当別 - 江別間の営業開始に伴い、当別駅開業[13][13]。
- 1930年（昭和5年）12月14日：積雪のため、1931年（昭和6年）3月24日まで運休[14]。
- 1932年（昭和7年）
  - 1月16日：積雪のため、同年3月3日運休[15]。
  - 12月24日：積雪のため、1933年（昭和8年）3月27日まで運休[16]。
- 1934年（昭和9年）
  - 1月1日：積雪のため、同年3月10日まで運休[17]。
  - 12月15日：積雪のため、1935年（昭和10年）4月10日まで運休[18]。
- 1935年（昭和10年）12月20日：積雪のため、1936年（昭和11年）4月30日まで運休[19]
- 1936年（昭和11年）5月1日：江当軌道の廃線に伴い、当別駅廃止[20]。

### 当別町営軌道
- 1949年（昭和24年）6月：当別町営軌道（簡易軌道）の当別停留所 - 青山中央停留所間が開業。
- 1954年（昭和29年）9月26日：洞爺丸台風の影響で、被災した当別町営軌道が不通になり、営業休止。
- 1955年（昭和30年）：当別町営軌道が全線運行不能となる。
- 1956年（昭和31年）3月31日：当別町営軌道の運行停止が決定。
- 1958年（昭和33年）：当別町営軌道が書類上廃線となり、当別停留所廃止。

### 駅名の由来
町名より。
開業時点では「他に同音の駅（引用注：渡島当別駅）がある為」として、旧国名の「石狩」を冠していたが、当別町では「（駅が所在する）自治体名を石狩市と誤認している町外の方が多い」として、札沼線北海道医療大学駅以北の路線廃止に関連し、当駅と石狩太美駅の駅名から「石狩」の冠名削除についてJR北海道と協議し、2022年（令和4年）3月12日実施のダイヤ改正で町内にロイズタウン駅が開業するのに合わせ、改称された。

## 駅構造
単式・島式複合ホーム2面3線を持つ地上駅（橋上駅）で、他に側線を1本有する。
みどりの窓口・自動券売機・話せる券売機・自動改札機が設置されている。
管理駅として、太美駅と北海道医療大学駅を管理下に置いている。

### のりば
| 番線 | 路線                  | 方向     | 行先               | 備考 |
| ---- | --------------------- | -------- | ------------------ | ---- |
| 1    | ■札沼線（学園都市線） | 上り     | 札幌方面           |      |
| 2    | ■札沼線（学園都市線） | 下り     | 北海道医療大学方面 |      |
| 3    | ■札沼線（学園都市線） | 下り     | 北海道医療大学方面 |      |
| 上り | ■札沼線（学園都市線） | 札幌方面 | 主に朝             |      |

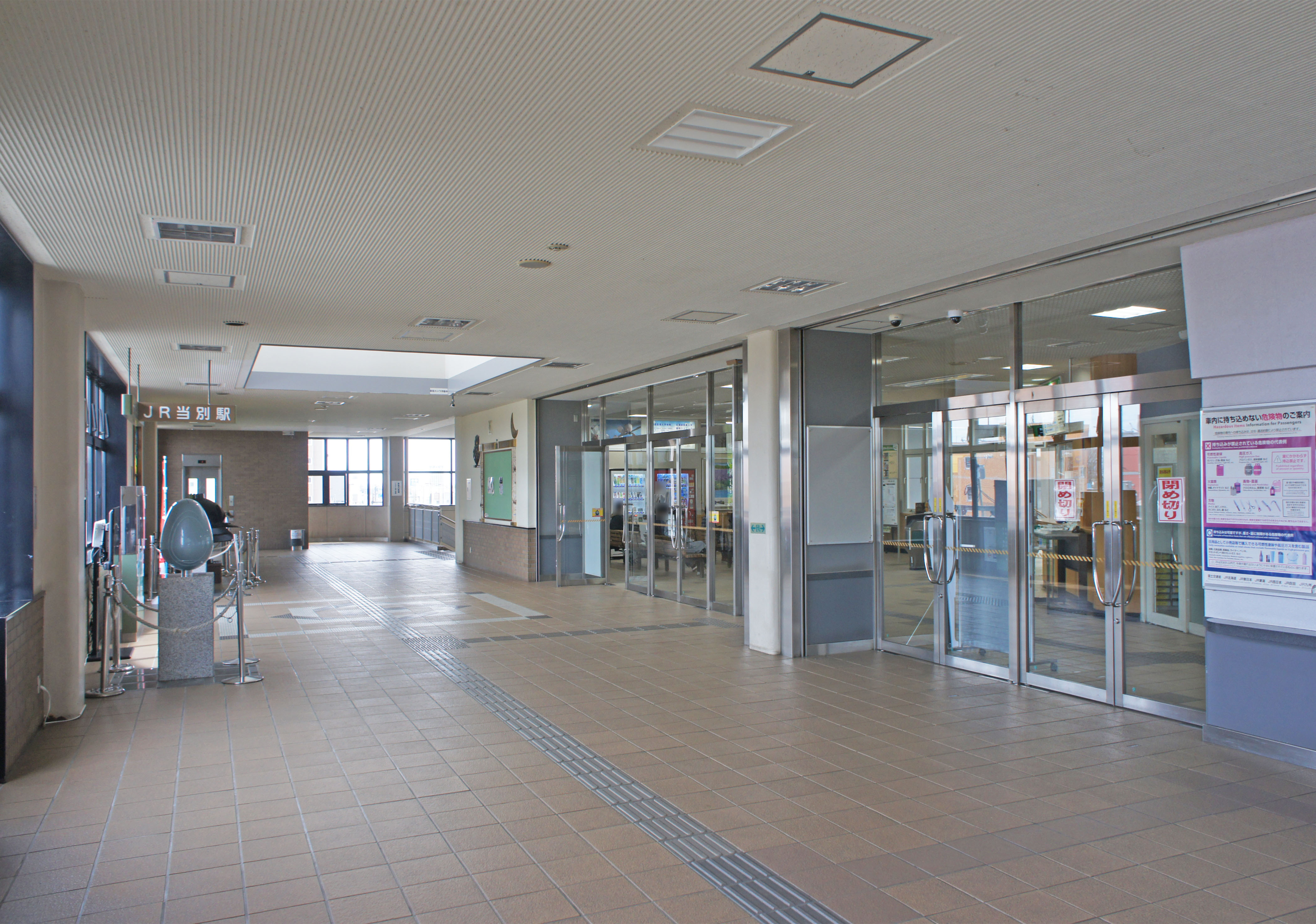
コンコース（2022年4月）
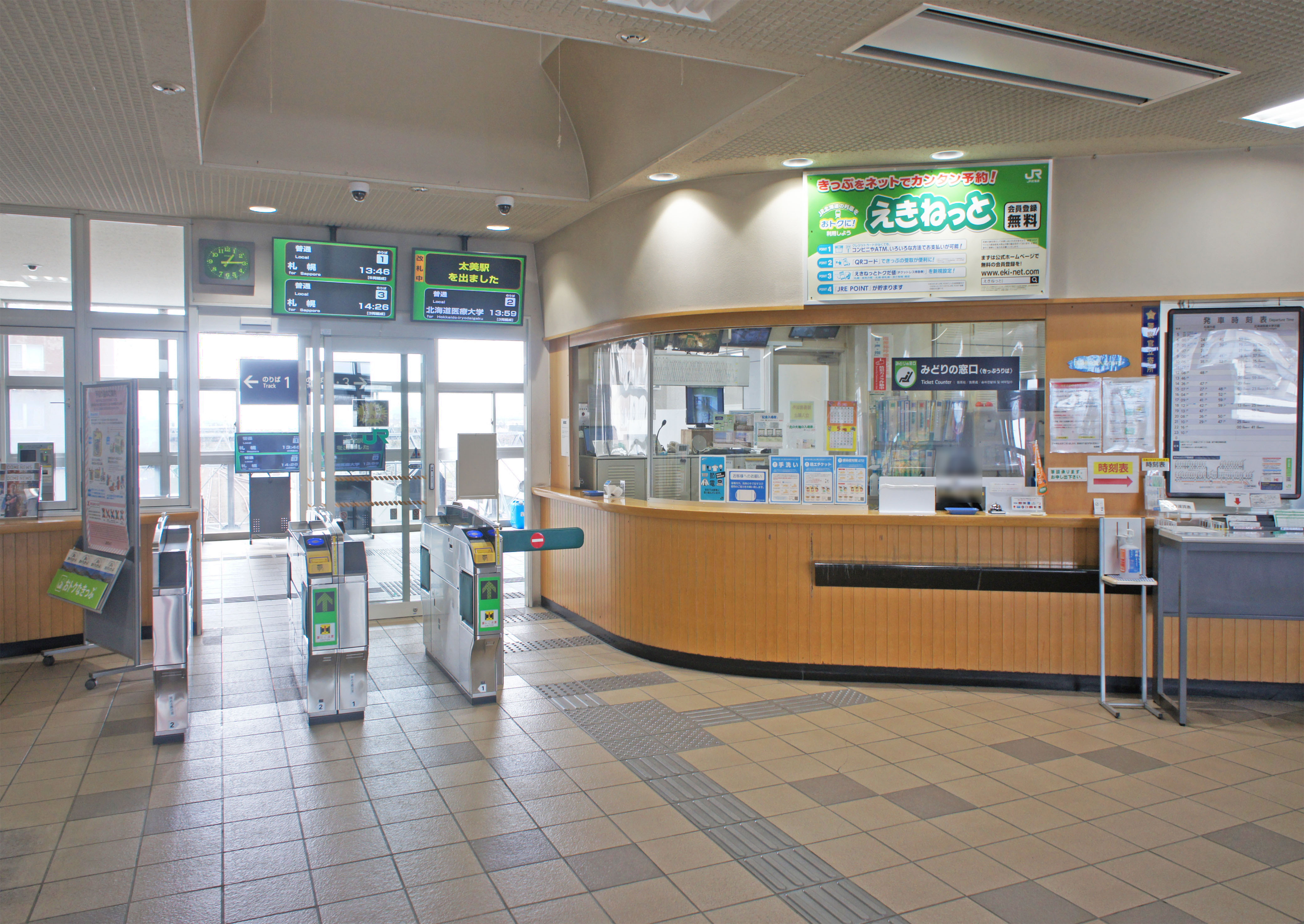
改札口とみどりの窓口（2022年4月）
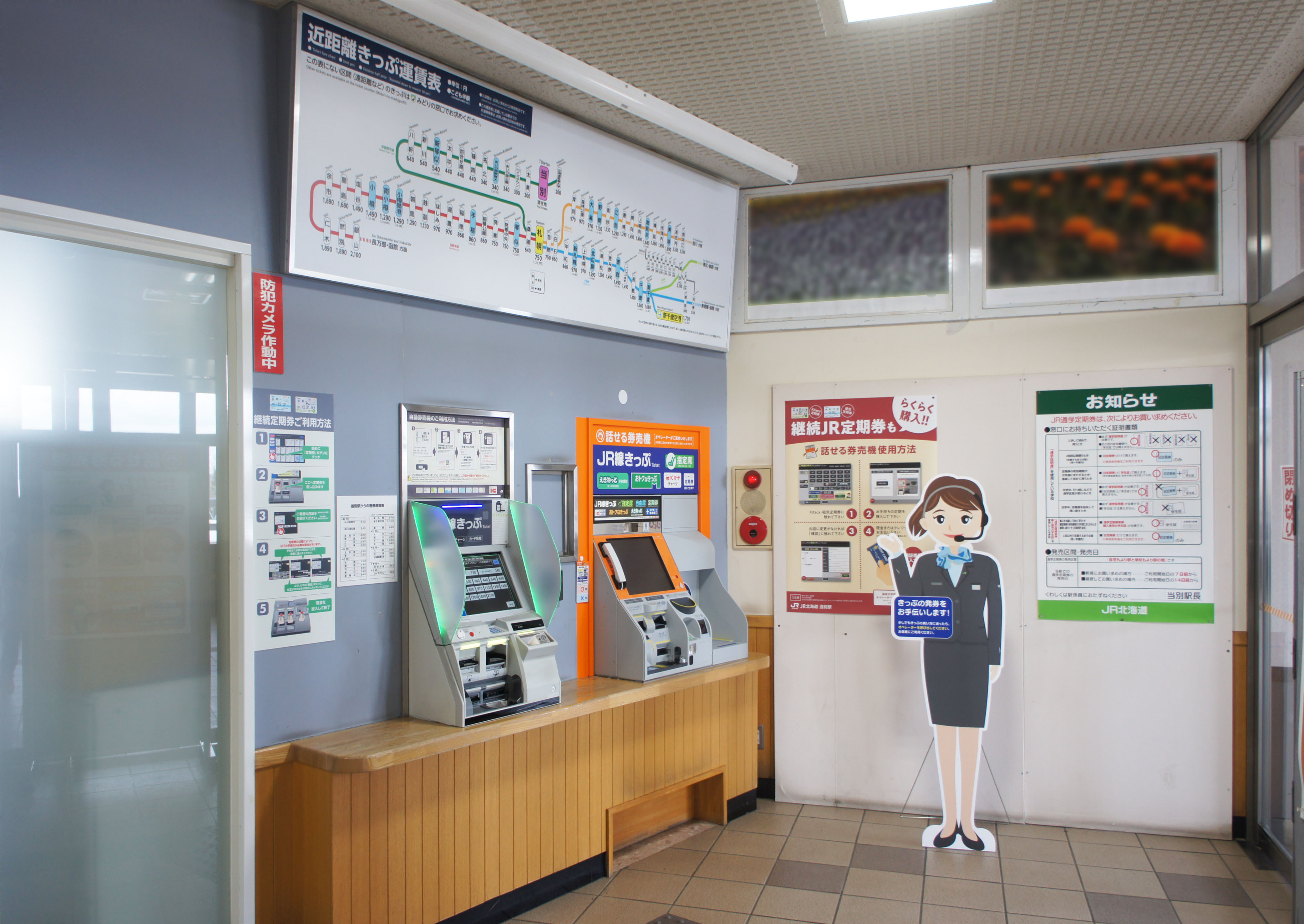
自動券売機と話せる券売機（2022年4月）
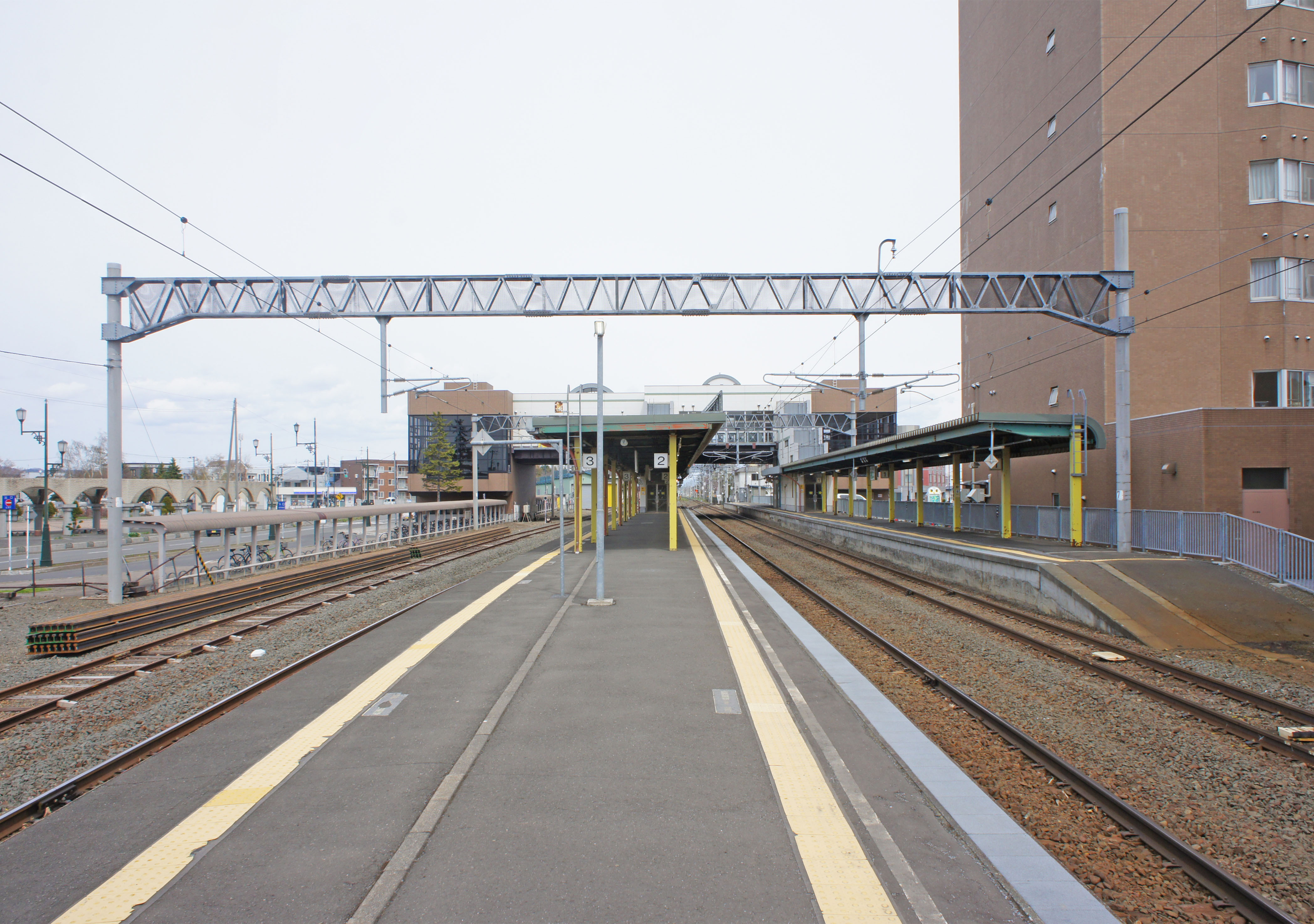
ホーム（2022年4月）
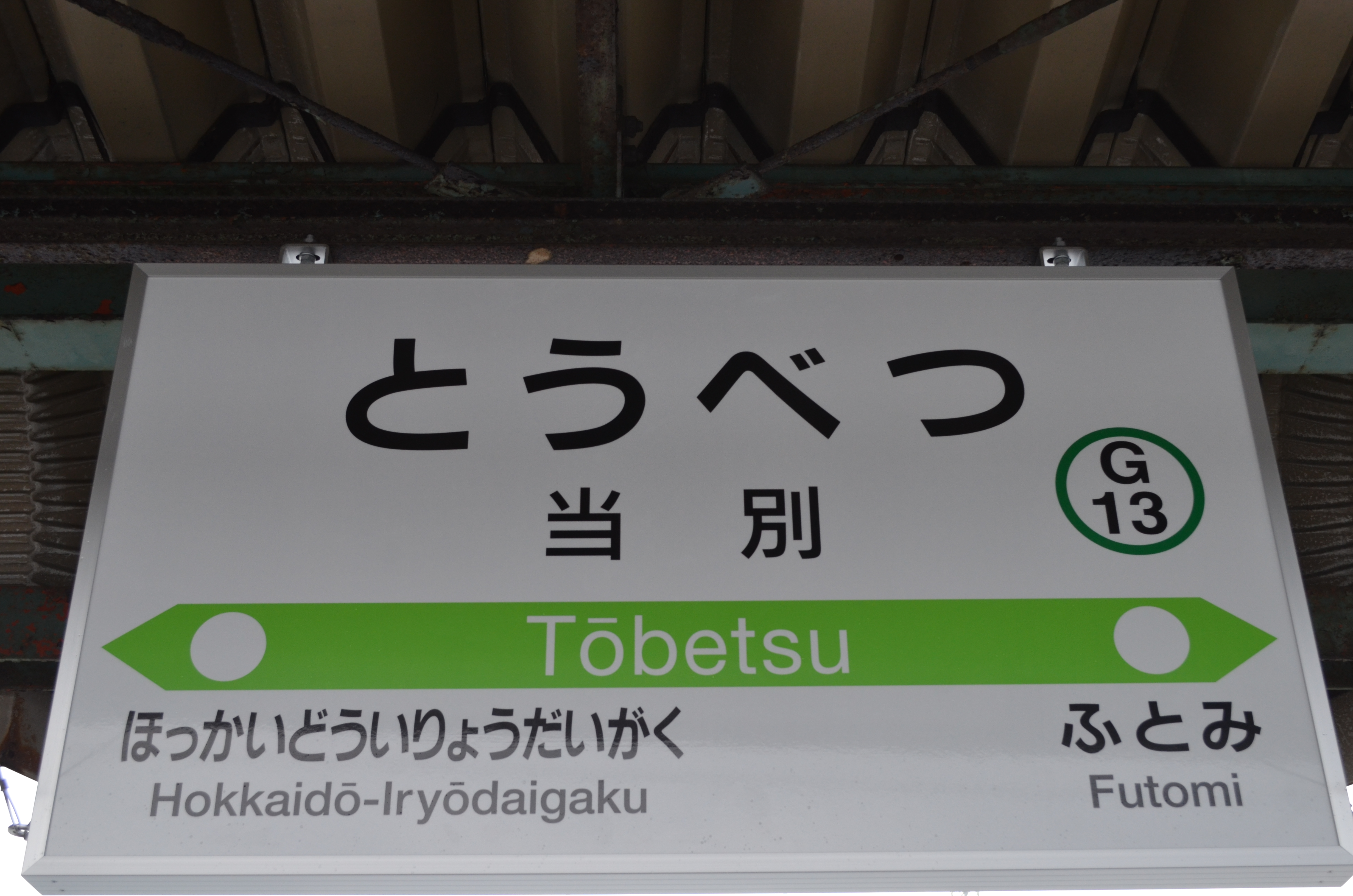
駅名標（2022年3月）

## 利用状況
2022年度の1日平均乗車人員は1,902人である。近年の推移は下表のとおり。
| 乗車人員推移       | 乗車人員推移 | 乗車人員推移 |
| 年度               | 1日平均人数  | 出典         |
| ------------------ | ------------ | ------------ |
| 1950年（昭和25年） | 980          | [ 25 ]       |
| 1955年（昭和30年） | 1,270        | [ 25 ]       |
| 1960年（昭和35年） | 1,680        | [ 25 ]       |
| 1965年（昭和40年） | 2,136        | [ 25 ]       |
| 1969年（昭和44年） | 1,647        | [ 25 ]       |
| 1999年（平成11年） | 2,462        | [ 26 ]       |
| 2000年（平成12年） | 2,493        | [ 26 ]       |
| 2001年（平成13年） | 2,422        | [ 26 ]       |
| 2002年（平成14年） | 2,438        | [ 26 ]       |
| 2003年（平成15年） | 2,452        | [ 26 ]       |
| 2004年（平成16年） | 2,468        | [ 26 ]       |
| 2009年（平成21年） | 2,340        |              |
| 2015年（平成27年） | 2,439        | [ 24 ]       |
| 2016年（平成28年） | 2,457        | [ 24 ]       |
| 2017年（平成29年） | 2,436        | [ 24 ]       |
| 2018年（平成30年） | 2,413        | [ 24 ]       |
| 2019年（令和元年） | 2,320        | [ 24 ]       |
| 2020年（令和02年） | 1,673        | [ 24 ]       |
| 2021年（令和03年） | 1,472        | [ 24 ]       |
| 2022年（令和04年） | 1,902        | [ 24 ]       |

## 駅周辺
駅周辺は市街地である。駅の北に白樺公園が、南に駅前広場があり、市街は駅の南側に厚く広がる。高い建物は少ない。商店街は駅前ではなく南東に少し離れたところにある。
- 北海道道366号石狩当別停車場線
- 北海道道81号岩見沢石狩線
- 国道275号
- 当別町役場
- 当別町総合体育館
- 北警察署当別交番
- 当別郵便局
- 北海道信用金庫当別支店
- 北洋銀行当別支店
- 北海道銀行当別支店
- 北石狩農業協同組合（JA北いしかり）本所
- 北海道当別高等学校
- 阿蘇公園
- 開拓郷土館
- 伊達邸別館・伊達記念館
- 当別赤れんが6号ふれあい倉庫（2007年（平成19年）4月7日開館）[新聞 5][新聞 6]
- ラルズマート当別駅前店

## バス路線
南口
- 当別ふれあいバス「JR当別駅南口」停留所

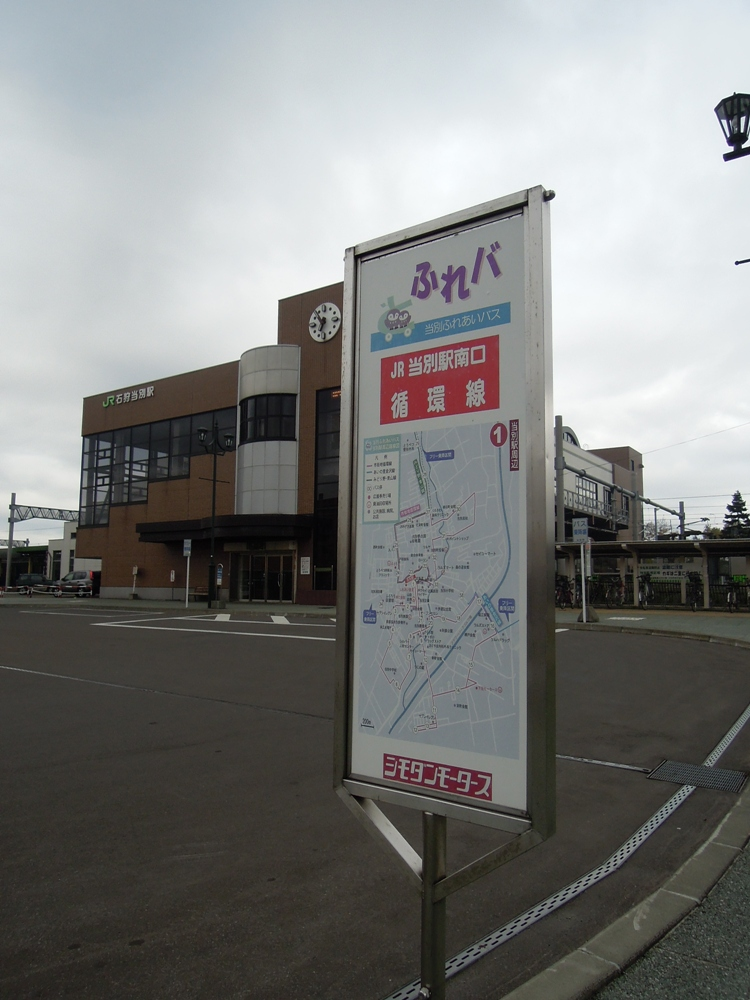
当別町コミュニティバス（当別ふれあいバス）「当別駅南口」バス停

- 新篠津村営バス「当別駅前」停留所（2025年（令和7年）度は運休）
- 月形当別線（札沼線廃止区間代替路線）「JR石狩当別駅南口」停留所

北口
- 当別ふれあいバス「JR当別駅北口」停留所

かつては北海道中央バス・札幌第一観光バスが乗り入れており、駅から少し離れて当別ターミナルも設けられていた。また札幌第一観光バスの撤退路線を継承した下段モータースの当江線（2016年4月1日の改正で廃止）は北口の発着となっていた。

## 隣の駅
北海道旅客鉄道（JR北海道）
■札沼線（学園都市線）
太美駅 (G12)  - 当別駅 (G13)  - 北海道医療大学駅 (G14)

### かつて存在した路線
江当軌道
江当軌道線
当別駅 - 蕨岱駅
当別町営軌道
当別町営軌道線
当別停留所 - 六軒町停留所

### JR北海道
1. 1 2 3  『2022年3月ダイヤ改正について』（PDF）（プレスリリース）北海道旅客鉄道、2021年12月17日。オリジナルの2021年12月17日時点におけるアーカイブ。2021年12月17日閲覧。
2. 1 2  『札沼線（学園都市線）の電化について』（PDF）（プレスリリース）北海道旅客鉄道、2009年9月9日。2009年9月14日閲覧。
3. ↑  『札沼線（学園都市線）の電化開業時期について』（PDF）（プレスリリース）北海道旅客鉄道、2011年10月13日。2011年10月17日閲覧。
4. ↑  『駅番号表示（駅ナンバリング）を実施します』（PDF）（プレスリリース）北海道旅客鉄道、2007年9月12日。2014年9月6日閲覧。
5. ↑  『Kitacaサービス開始日決定について』（PDF）（プレスリリース）北海道旅客鉄道、2008年9月10日。2015年1月10日閲覧。
6. ↑  『学園都市線電化開業に伴う電車の投入（第一次）について』（PDF）（プレスリリース）北海道旅客鉄道、2012年3月14日。2014年7月21日閲覧。
7. ↑  『平成24年10月ダイヤ改正について』（PDF）（プレスリリース）北海道旅客鉄道、2012年8月3日。2012年8月17日閲覧。
8. ↑  “No.12　命令項目　2．第一歩の改善　（3）安全確保を最優先とする事業運営の実現　①現場の業務実施体制の確立” (PDF). 「事業改善命令・監督命令による措置を講ずるための計画」　平成29年度第3四半期実施状況の報告について.   北海道旅客鉄道 (2017年12月17日). 2022年12月10日時点のオリジナルよりアーカイブ。2022年12月10日閲覧。
9. ↑  『駅業務等のコスト削減策について』（PDF）（プレスリリース）北海道旅客鉄道、2021年8月19日。オリジナルの2021年8月20日時点におけるアーカイブ。2021年8月20日閲覧。
10. ↑  『札沼線の駅（当別町内）に関するお知らせ』（PDF）（プレスリリース）北海道旅客鉄道、2021年4月14日、2頁。オリジナルの2021年4月14日時点におけるアーカイブ。2021年4月14日閲覧。

### 新聞記事
1. ↑  高橋賢司 (2012年4月1日). “【駅 人 話】石狩月形駅”. 朝日新聞（朝日新聞デジタル） (朝日新聞社).  オリジナルの2014年8月14日時点におけるアーカイブ。 2014年8月14日閲覧。
2. ↑  “石狩当別駅の橋上化が起工”. 交通新聞 (交通新聞社).1p (1993年11月13日)
3. ↑  “明るい装い マチの顔 JR当別駅 新駅舎あす落成式 改札口が2階の“橋上型” 自由通路に彫刻も”. 北海道新聞 (北海道新聞社). (1994年11月1日)
4. ↑  “石狩当別駅 70年ぶり駅弁 復活の田西会館「札沼線に感謝」”. 北海道新聞. (2020年4月10日).  オリジナルの2020年4月11日時点におけるアーカイブ。 2020年4月11日閲覧。
5. ↑  “誕生 当別・ふれあい倉庫 駅前に文化の拠点 合唱 完成に花 7日に記念コンサート”. 北海道新聞 (北海道新聞社). (2007年4月4日)
6. ↑  “＜人まち話180＞当別 れんが倉庫 集いの場に”. 北海道新聞 (北海道新聞社). (2007年4月26日)